# جوب بيلينغهام
جوب بيلينغهام (بالإنجليزية: Jobe Bellingham) هو لاعب كرة قدم إنجليزي محترف، من مواليد 23 سبتمبر 2005، يلعب لنادي بوروسيا دورتموند، ومثل منتخب إنجلترا تحت 21 عام.

## روابط خارجية
- جوب بيلينغهام على موقع قاعدة بيانات كرة القدم.إي يو (الإنجليزية)
- جوب بيلينغهام على موقع ليكيب (الفرنسية)
- جوب بيلينغهام على موقع Soccerbase.com (لاعب) (الإنجليزية)
- جوب بيلينغهام على موقع Soccerway.com (الإنجليزية)
- جوب بيلينغهام على موقع عالم كرة القدم.نت (الإنجليزية)

1. ↑  Bellingham's half-time replacement of Kane Taylor against Wales on 14 October 2023 is omitted by the England team website match report.[4][5]